# Budynek przy ul. Adama Mickiewicza 2/4 w Toruniu
Budynek przy ul. Adama Mickiewicza 2/4 w Toruniu – modernistyczny budynek dawnego Domu Społecznego im. Józefa Piłsudskiego, znajdujący się na Bydgoskim Przedmieściu w Toruniu.
Został zbudowany w latach 1934–1935 według projektu Leopolda Jarosławskiego. Do 1939 roku w budynku mieściły się siedziby organizacji społecznych, kulturalnych i młodzieżowych (Drukarnia Społeczna, wenty w sali Bananowej). W 1939 roku w budynku znajdował się jeden z szesnastu w Toruniu automatów telefonicznych. Po II wojnie światowej budynek przeszedł na własność Uniwersytetu Mikołaja Kopernika. Uniwersytet założył w nim Dom Studencki nr 1 oraz Archiwum. We wnęce dawnej świetlicy postawiono popiersie Mikołaja Kopernika. Podczas remontu na początku XXI wieku usunięto pinakiel oraz pomalowano budynek na kolor pistacjowy.
Budynek figuruje w gminnej ewidencji zabytków (nr 934).